# Петесио, Нести
Нести Петесио (род. 11 апреля 1992, Santa Cruz, Давао) — филиппинская боксёрша. Чемпионка мира 2019 года. Призёр чемпионатов Азии 2012 и 2015 годов. Член сборной команды Филиппины по боксу. Двукратный призёр Олимпийских игр (2020, 2024) в любителях.

## Карьера
На чемпионате Азии 2012 года завоевала бронзовую медаль в весовой категории до 54 кг. На чемпионате мира 2014 года в Южной Корее стала серебряной медалисткой.
На континентальном первенстве 2015 года в Уланчабе, она оказалась в финале, но уступила спортсменке из Таиланда Пеамвилай Лаопеам и завоевала серебряную медаль.
На Чемпионате мира 2018 года в Индии она уступила в первом же своём поединке против колумбийской спортсменке Ени Кастенады.
Предолимпийский чемпионат мира 2019 года, который состоялся в Улан-Удэ в октябре, филиппинская спортсменка завершила финальным поединком, победив российскую спортсменку Людмилу Воронцову по раздельному решению судей. В результате на одиннадцатом чемпионате мира по боксу среди женщин она завоевала титул чемпионки мира по боксу.
На Олимпийских играх в Токио, которые проходили летом 2021 года, филиппинская спортсменка в весовой категории до 57 кг сумела дойти до финала. В финале уступила Сэне Ириэ и завоевала серебряную медаль Игр.